# Balthasar Fabricius (Abt)
Balthasar Fabricius (* um 1575 in Sachsen; † 7. Dezember 1622 in Wien) war ein österreichischer Zisterzienser, 23. Abt von Stift Neukloster in Wiener Neustadt und 29. Abt von Stift Neuberg.

## Leben und Wirken
Balthasar Fabricius legte am 25. Jänner 1595 seine Profess im Stift Neukloster in Wiener Neustadt ab. Am 25. April 1606 wurde er, zu diesem Zeitpunkt Prior von Stift Neuberg an der Mürz, auf Empfehlung seines in diesem Jahr an das Stift Rein gewechselten Vorgängers Matthias Gülger zunächst zum Administrator und am 1. Jänner 1608 zum Abt von Neukloster gewählt. Der im Jahr seines Amtsantritts erfolgte Stadtbrand von Wiener Neustadt erforderte einen Wiederaufbau der Konventsgebäude. Für das bereits unter Abt Matthias Gülger dem Stift Rein übertragene Gut Rohr erwirkte er eine hohe Kaufsumme und erwarb dafür im Gegenzug 1614 die bis dahin dem Stift Rein inkorporierte Pfarrkirche St. Lorenzen am Steinfeld. Vom Ordensgeneral des Zisterzienserordens wurde er zum Generalvikar in Österreich ernannt.
Am 15. Juli 1618 wurde Fabricius als Nachfolger von Kaspar Seemiller zum Abt von Stift Neuberg an der Mürz gewählt. Unter seinem Abbatiat wurde der Bau des Infirmariums und der neuen Prälatur vollendet. Den Hochaltar der Krankenkapelle weihte der zu Beginn des Dreißigjährigen Kriegs nach Neuberg geflüchtete Prager Erzbischof Jan Lohelius. In der Stiftskirche wurde der 1622 datierte St.-Georgs-Altar von Franz Täglich aus Wiener Neustadt aufgestellt.
Balthasar Fabricius verstarb am 7. Dezember 1622 im Stadthof von Stift Neuberg in der Grünangerstraße 1 in Wien und wurde am 16. Dezember von Abt Johann Jakob Pettard von Neukloster in der Stiftskirche Neuberg beigesetzt. Sein Epitaph im nördlichen Seitenschiff der Stiftskirche zeigt sein Wappen, im Geviert, unterlegt mit rechtsschrägem Schachbalken der Zisterzienser, sowie das Neuberger Stiftswappen und die Taube mit einem Zweig im Schnabel als Friedenssymbol.